# 1 Minute 1 Second
"1 Minute 1 Second"는 김현정의 디지털 싱글이다. 
타이틀곡 '1분 1초'는 피아노와 스트링으로 차분히 시작되어 중간쯤 김현정 특유의 파워보컬이 등장하여 비트 넘치는 댄스 곡으로 변신한다.

## 수록곡
| #  | 제목                | 재생 시간 |
| -- | ------------------- | --------- |
| 1. | 〈1분 1초〉         | 3:24      |
| 2. | 〈1분 1초 (Remix)〉 | 3:12      |